# Мелкое (озеро, Торопецкий район)
Мелкое — озеро на западе Тверской области, расположено на территории Речанского сельского поселения Торопецкого района. Принадлежит бассейну Западной Двины.
Озеро Мелкое находится в 24 километрах к юго-востоку от города Торопец. Лежит на высоте 190,9 метров над уровнем моря. Вытянуто в целом с северо-запада на юго-восток. Длина озера 0,93 километра, ширина до 0,52 километра. Площадь водной поверхности — 0,4 км². Протяжённость береговой линии — около 3 километров.
Через озеро протекает река Окча (вытекает из озера Глубокое), приток Западной Двины. С запада окружено лесом, с востока — болотом. На северном берегу озера расположена деревня Мещеки.